# Yên Tân
Yên Tân là một xã cũ thuộc huyện Ý Yên, tỉnh Nam Định, Việt Nam.
Xã nằm về phía tây bắc huyện Ý Yên; phía bắc giáp với tỉnh Hà Nam; phía đông giáp xã Yên Lợi; phía nam giáp xã Yên Bình; phía tây giáp xã Yên Chính.
Xã có 10 thôn mà người dân nơi đây quen nói gọn là "tứ Mai", "tứ Nguyệt" và "nhị An", gồm: Mai Độ, Mai Thanh, Mai Vị, Mai Phú, Nguyệt Thượng, Nguyệt Trung, Nguyệt Hạ, Nguyệt Bói, An Nhân, An Sọng.
Dọc theo chiều dài của xã có con sông Thiên Phái là một nhánh của sông Đáy (đoạn chảy qua xã Yên Tân còn gọi là "sông Sinh") chảy qua từ Đông sang Tây. Đây cũng là ranh giới tự nhiên giữa làng Nguyệt Thượng thuộc xã Yên Tân ở phía nam và làng Vĩnh Tứ (thuộc huyện Bình Lục, tỉnh Hà Nam ở phía bắc).
Ngoài ra, trên địa bàn xã còn có một số ngọn núi nhỏ như núi Tiên Sa (tục gọi là núi "Hình Nhân") nằm kẹt giữa hai làng Mai Độ ở phía bắc và làng Mai Thanh ở phía nam; Núi Bái (các cụ cao niên trong vùng truyền lại: ngày trước trên núi này có nhiều cỏ bái mọc nên gọi là "Núi Bái", nay thường gọi là núi "Ngô Xá") nằm ở vị trí giáp ranh giữa xã Yên Tân ở phía bắc và xã Yên Lợi ở phía nam. Trên Núi Bái có tháp Chương Sơn được xây dựng từ thời Lý, nhưng đã bị phá hủy, chỉ còn sót lại chứng tích là nền móng. Có lẽ vì tên ngọn tháp đã nổi tiếng mà núi này còn được gọi là núi "Chương Sơn".